# 1762

## Събития
- Прусия сключва мир с Русия
- 9 юни – Руският император Петър III абдикира от престола в резултат от дворцов преврат
- 1762 – 1796 – управление на Екатерина Велика
- Паисий Хилендарски написва „История славянобългарска“

## Родени
- 2 февруари – Джироламо Крешентини, италиански певец-кастрат († 1846 г.)
- 19 май – Йохан Готлиб Фихте, немски философ († 1814 г.)
- 12 август – Джордж IV, британски крал († 1830 г.)
- 16 ноември – Карагеорги Петрович, сръбски революционер († 1817 г.)

## Починали
- 17 юли – Петър III, руски император († 1728 г.)